# Campimoptilum kuntzei
Campimoptilum kuntzei is een vlinder uit de familie van de Nachtpauwogen (Saturniidae). De wetenschappelijke naam van deze soort is voor het eerst gepubliceerd in 1881 door Hermann Dewitz.

## Verspreiding
De soort komt voor in tropisch Afrika waaronder Eritrea, Congo-Kinshasa, Oeganda, Kenia, Tanzania, Angola, Zambia, Malawi, Mozambique, Namibië, Botswana, Zimbabwe en Zuid-Afrika.

## Waardplanten
De rups leeft op diverse soorten van de vlinderbloemenfamilie (Fabaceae) t.w.:
- Acacia sieberiana
- Bauhinia galpinii
- Berlinia
- Brachystegia randii
- Brachystegia spiciformis
- Brachystegia venosa
- Deinbollia
- Dicrostachys cinerea
- Julbernardia globiflora
- Julbernardia paniculata
- Millettia